# Битва на Раксе
Битва на Раксе (нем. Schlacht an der Raxa) или битва на Рехнице (нем. Schlacht an der Recknitz) — сражение, произошедшее 16 октября 955 года между войсками Оттона I и союзным ему племенем руян с одной стороны, и ободритской федерацией и их славянскими данниками с другой, в районе современного Мекленбурга. Поле сражения, вероятно, находилось около Рибниц-Дамгартена. Победа немцев в этой битве следовала за августовской победой над венграми в Битве на Лехе и ознаменовала кульминацию правления Оттона I. Далее следовали тридцать лет мирного времени, закончившиеся восстанием славян 983 года, которое было вызвано поражением Оттона II при Кротоне.

## Предыстория битвы
Племянники Германа Биллунга, два саксонских графа, Вихман Младший и Экберт Одноглазый, недовольные своим дядей, вступили против него в союз с вождями ободритов, Наконом и Стойгневом. Однако прежде чем союзники успели собрать силы, герцог Герман вторгся в земли ободритов и осадил город, где находились заговорщики. Убив перед воротами города до сорока воинов и захватив доспехи с убитых, Герман отступил.
В апреле 955 года ободриты ответили на вторжение набегом в Саксонское герцогство и осадили город Кокаресцем. Видя численное превосходство врага, Герман велел укрывшимся в городе добиваться мира любым способом. Мир был заключен на условии того, что свободные люди с женами и детьми должны были безоружными подняться на городскую стену, оставив посреди города рабов и имущество. Но из-за возникшей между сторонами ссоры завязалась битва, в которой погибли все взрослые саксы мужского пола.

## Ход событий
Вернувшийся после войны с венграми, Оттон объявил Вихмана и Экберта врагами государства, и повел войско в земли ободритов, «опустошая и предавая огню» все на своем пути. Силы короля двинулась с Запада, через Эльбу. Другая часть саксонского войска под предводительством маркграфа Геро выступила с юга, из земель гавелян и укран. Воспользовавшись племенной враждой, Геро склонил на свою сторону руян, которые поспешили на помощь с севера. Отказавшись от наступательных действий, ободриты решили укрыться в лесной и болотистой местности.
Оттон разбил лагерь у реки Раксы, переход через которую был прегражден противником. Рядом с рекой находилось болото, а обратная дорога была завалена крепкими деревьями и защищалась неприятельскими отрядами. Армия Оттона насчитывала около 7000 саксонских всадников и 1000 фризских пехотинцев, войска для немецкой армии были набраны в каждом герцогстве королевства, даже Богемии, но армия была истощена болезнями, голодом и другими лишениями. Славянские силы под предводительством вождя Стойгнева состояли из 8000 человек пехоты и 1000 лёгких всадников.
После неудачных переговоров Геро о проведении сражения на ровном месте, Оттон приказал войскам сделать вид, что они готовятся к переправе. В это время Геро со своими союзниками руянами, выведя из лагеря около тысячи воинов, построил в другом месте три моста. Ободриты не смогли устоять перед саксонской конницей и были разбиты.
Спасавшийся бегством Стойгнев бежал в лес, где был убит немецким солдатом, который был щедро вознагражден после представления Оттону отрубленной головы вождя. Около 1100 саксов были убиты и 2000 ранены в бою. Славяне потеряли 4500 человек убитыми и 2000 ранеными. После боя голова Стойгнева была насажена на кол, и возле этого места было казнено семьсот захваченных славян. Советнику Стойгнева отрезали язык и выкололи глаза. Вихман и Экберт бежали во Францию.